# Ilariê
"Ilariê" é uma canção gravada pela cantora e apresentadora brasileira Xuxa, lançada em 1988 como parte do álbum Xou da Xuxa 3. A música se tornou um dos maiores sucessos da carreira da artista, alcançando recordes de popularidade e vendas. Composta por Cid Guerreiro com parceria de Dito e Ceinha, a canção marcou época e se transformou em um fenômeno cultural, especialmente entre o público infantil.
A música foi a mais tocada nas rádios brasileiras em 1988, permanecendo por 20 semanas no primeiro lugar das paradas de sucesso, dividindo a liderança com "Faz Parte do Meu Show" de Cazuza, que ficou 12 semanas no topo. O enorme sucesso de "Ilariê" ajudou a impulsionar as vendas do álbum Xou da Xuxa 3, que se tornou o disco mais vendido na história do Brasil, com mais de 5 milhões de cópias comercializadas. Esse marco fez com que o álbum entrasse para o Guinness Book como o disco em português mais vendido de todos os tempos. A música foi gravada em 80 dialetos, com direito ao uma versão chinesa interpretada pelo trio feminino I.N.G 

## Histórico de execuções
A música foi apresentada pela primeira vez na comemoração dos dois anos do programa Xou da Xuxa, com uma versão inicial onde o vocal de Xuxa estava mais agudo e a base instrumental era mais simples e rápida. Posteriormente, a versão definitiva passou a ser executada regularmente no programa. Em 1996, "Ilariê" foi incluída no bloco Xuxa Hits do Xuxa Park. No décimo aniversário de Xuxa na TV Globo, a música foi performada em ritmo de axé em um trio elétrico, acompanhada pelas Paquitas e pelo grupo You Can Dance.
Em 1998, no Planeta Xuxa, foi apresentada pela primeira vez uma versão carnavalesca da canção. Em 2000, no mesmo programa, Xuxa dançou a música com as Garotas do Zodíaco no lugar das Paquitas. Um momento marcante ocorreu em 2001, durante as gravações de um especial de Carnaval do Xuxa Park, quando Xuxa percebeu um incêndio no estúdio do Projac enquanto cantava "Ilariê". O incidente resultou em feridos e na destruição parcial do cenário, levando ao cancelamento do programa. A versão carnavalesca desta foi tocada no Xuxa no Mundo da Imaginação, no qual a cantora gravou um videoclipe. Houveram execuções no TV Xuxa em 2005, na versão XSPB 6, e no TV Xuxa, onde foi executada a versão original no especial dos anos 80, em 2012.
Em 2017, "Ilariê' foi regravada para ser executada no Dancing Brasil (1.ª temporada), na semana 7 do programa, com o tema da apresentadora.

## Versões internacionais
"Ilariê" alcançou sucesso internacional e foi adaptada para diversos idiomas. Na versão em espanhol, intitulada "Ilarié", a música fez tanto sucesso quanto no Brasil e foi incluída nos programas internacionais de Xuxa, como El Show de Xuxa e Xuxa Park. A versão em inglês, "Ylarie", adaptada por Deborah Blando, não obteve o mesmo impacto devido ao desempenho modesto de Xuxa no mercado norte-americano.
Além dessas versões, a música foi gravada em islandês como "Í lari lei" por Sigga em 1998 e por THØR em 2022.. Em 2004, ganhou uma versão em tcheco interpretada por Míša Růžičková com o título "Ilarilarieh". Em 2006, foi lançada uma adaptação em chinês pela banda I.N.G. com o nome "Jian Jian Mei". Ainda em 2006, Cristina Larraura criou a versão "Winterwunderwetter", gravada por Fix & Foxi.

## Formatos e faixas
7" argentino
- A. "Ilariê" - 5:40
- B. "Danza de Xuxa (Dança da Xuxa)"

7" e 12" espanhol - versão em espanhol
- A. "Ilarié" (Versão em espanhol) - 5:28
- B. "Bombón" (Versão em espanhol) - 4:12

Vinil israelense
- A. "Ilariê" - 5:40
- B. "Ilariê" - 5:40

## Desempenho nas paradas musicais
"Ilariê" alcançou posições destacadas em várias paradas musicais internacionais. Em 1990, atingiu o 11º lugar na parada Hot Latin Songs da revista Billboard. No mesmo ano, chegou ao 7º lugar no Hit Parade de São Francisco e ao topo das paradas no Chile. Em 1992, liderou as paradas na Colômbia. Décadas depois, em 2017, a música entrou no Spotify Viral Songs do Uruguai na 5ª posição, e em 2022 alcançou o 2º lugar na mesma parada na Islândia, comprovando sua longevidade e apelo internacional.

### Posições
| Ano  | Tabela Musical               | Melhor posição |
| ---- | ---------------------------- | -------------- |
| 1990 | Hot Latin Songs              | 11             |
| 1990 | Hit Parade São Francisco     | 7              |
| 1990 | Chile Singles                | 1              |
| 1990 | Hit Parade Santiago          | 2              |
| 1992 | Colômbia Singles             | 1              |
| 2017 | Uruguai Spotify Viral Songs  | 5              |
| 2022 | Islândia Spotify Viral Songs | 2              |